# Troisième Voie (France)
Pour les articles homonymes, voir TV (homonymie) et Troisième Voie.
Troisième Voie (TV) est un mouvement d'ultradroite français. Il est aussi qualifié de mouvement nationaliste révolutionnaire. Il est né en 1985 de la fusion du Mouvement nationaliste révolutionnaire (MNR) avec des dissidents du Parti des forces nouvelles (PFN), auto-dissous en 1992.
Le mouvement est « réactivé » en 2010 sous l'impulsion de Serge Ayoub et dissous en 2013 par décret du Conseil des ministres.

## Troisième Voie (1985-1992)

### Origines et fondation
Le mouvement est fondé en 1985 par Jean-Gilles Malliarakis, jusque-là dirigeant du Mouvement nationaliste révolutionnaire (MNR). Lors d'un « meeting unitaire » à Lyon, la création du mouvement est annoncée publiquement comme le résultat d'un rapprochement du MNR avec le Parti des forces nouvelles et la Jeune Garde (qui est en fait une organisation de jeunesse du MNR). Le nouveau mouvement annonce vouloir incarner « la colonne vertébrale idéologique que rechercheront les déçus de Jean-Marie Le Pen ».
Troisième Voie est soutenu à sa création en 1985 par le Groupe union défense, qui reprend son autonomie dès 1988 après des tensions avec Jean-Gilles Malliarakis. Ces tensions culmineront avec l'entrée en force du GUD en 1989 dans un meeting de TV où il n'était pas invité, qui donne lieu à des affrontements et s'achève avec un tir de fusil à pompe dans le plafond de la salle.

### Ligne politique
Ce mouvement se montre plutôt hostile au Front national et, comme tous les groupes nationalistes-révolutionnaires, prend ouvertement parti pour les régimes et mouvements arabes opposés aux États-Unis, à Israël et au sionisme. Le choix du nom du nouveau mouvement est à mettre en relation avec les nombreux contacts que Jean-Gilles Malliarakis et le MNR ont développés depuis des années avec les nationaux-révolutionnaires italiens, dont notamment les principaux dirigeants de l'organisation Terza Posizione, comme Roberto Fiore et Gabriele Adinolfi. Même si la thématique de la « troisième voie », dont l'origine se trouve en fait dans le péronisme argentin, est déjà très présente dans la mouvance nationaliste-révolutionnaire française dans les années 1970, l'influence de ces militants italiens sur Jean-Gilles Malliarakis est déterminante.
Le groupe rompt avec la nostalgie de la guerre d'Algérie et interdit à ses membres de s'exprimer sur « tous les thèmes droitistes, nostalgiques et pleurnichards : anti-maçonnisme, Algérie française, ordre moral, avortement, drogue, défense des bonnes mœurs ». Il revendique être à la fois anticommuniste et anticapitaliste, notamment au travers de son slogan « Ni trusts, ni soviets ».

### Presse
L'emblème du mouvement est le trident. Le mouvement publie une revue théorique, Troisième Voie, et un « mensuel de combat », Révolution européenne. En 1986, le mouvement lance un bulletin radiophonique quotidien sur une ligne téléphonique. Les sections locales ont parfois publié de petits bulletins. La section de Grenoble a par exemple publié un mensuel de bande dessinée, Noir et Rouge. En outre, depuis 1989, Christian Bouchet, cadre du mouvement à Nantes, lance les éditions ARS, une Revue d'histoire du nationalisme révolutionnaire, ainsi qu'un bulletin mensuel, Alternative tercériste - Feuille de combat des Tercéristes radicaux. Selon Bouchet, il ne s'agit pas de « faire concurrence à la presse tercériste déjà existante » mais de donner « la parole aux nationalistes révolutionnaires les plus résolus ». L'existence de ce bulletin préfigure pourtant la scission de 1991.

### Évolution: vers une «Nouvelle résistance»
Affaiblie en mai 1989 par le départ du Groupe union défense (GUD) qui jugeait contre-productive la critique systématique du Front national, TV éclate définitivement en 1991 quand Jean-Gilles Malliarakis décide à son tour de se rapprocher du FN. La majorité des militants suit alors la fraction des « tercéristes radicaux », menée par Christian Bouchet, et quitte l'organisation pour constituer un nouveau mouvement, qu'ils nomment Nouvelle Résistance. La minorité restée fidèle à Jean-Gilles Malliarakis tente de maintenir en vie Troisième Voie, qui périclite rapidement, avant de s'autodissoudre.

### Ramifications européennes
Déjà en 1986, Troisième Voie tente de créer une sorte de front européen en développant les contacts avec les Forces nouvelles belges, la Terza Posizione italienne, une Troisième Voie suisse, le Front national britannique et les Allemands de Nation Europa.

#### Troisième Voie - Suisse
Le mouvement a eu une antenne en Suisse romande depuis la seconde moitié des années 1980. Elle aurait compté une trentaine de membres actifs. Elle était membre de la Coordination nationale, lancée par Gaston-Armand Amaudruz, et possédait une maison de diffusion par correspondance, Arès Diffusion. À la suite de la scission du mouvement français en 1991, le groupe adopte le nom Troisième Voie/Nouvelle Résistance. Plus tard, la plupart de ses membres évolueront en adhérant au Parti communautaire national-européen.

#### Der Dritte Weg - Allemagne
Outre son nom, le parti néonazi allemand Der III. Weg partage l'idée politique d'une troisième voie entre le communisme et le capitalisme, fondée sur une vision raciste et élitiste de la société.

## Troisième voie pour une avant-garde solidariste(2010-2013)
En octobre 2012, Serge Ayoub constitue un mouvement au nom presque similaire (Troisième voie pour une avant-garde solidariste) mais sans lien avec l'organisation précédente. De janvier 2012 à sa dissolution, l'organisation publiait le journal mensuel Salut public.
À la suite de l'affaire Clément Méric, le Premier ministre Jean-Marc Ayrault demande au ministre de l'Intérieur Manuel Valls d'engager une procédure en vue de la dissolution de l'organisation,,,,,. Le 11 juin 2013, Jean-Marc Ayrault confirme devant l'Assemblée nationale la procédure pouvant aboutir à la dissolution de Troisième Voie, des Jeunesses nationalistes révolutionnaires (JNR) et d'autres « groupements » de cette mouvance pour le 26 juin en Conseil des ministres,,. La dissolution est prononcée en Conseil des ministres le 10 juillet. Serge Ayoub annonce immédiatement qu'il dépose un recours contre cette décision.
Le 30 juillet 2014, le Conseil d'État valide la dissolution des JNR et de TV, mais ne retient pas le motif d'incitation à la haine invoqué par le décret du gouvernement. Les deux entités sont dissoutes car, selon le Conseil d'État, elles « doivent être regardées comme formant ensemble une milice privée », Serge Ayoub ayant acté lui-même de cette imbrication en prononçant « la dissolution des Jeunesses nationalistes révolutionnaires « par voie de conséquence de la dissolution » de l’association Troisième voie » lors de leur dissolution.
La dissolution de l'association Envie de rêver, gestionnaire du « Local », lieu où se retrouvaient les membres de TV et des JNR, est par ailleurs jugée illégale et est annulée, l'État étant condamné à lui verser 2 000 euros au titre de ses frais de justice.

## Publications
- Troisième voie information, dir. publ. Philippe Cabassud, no 1, décembre 1986.
- 19 points, Troisième voie (France), Nantes, Ars magna, 1997.

#### Témoignage
- Frédéric Chatillon, Thomas Lagane et Jack Marchal (dir.), Les Rats maudits. Histoire des étudiants nationalistes 1965-1995, Éditions des Monts d'Arrée, 1995  (ISBN 2-911387-00-7)

#### Travaux
- « Troisième Voie », dans Erwan Lecœur (dir.), Dictionnaire de l'extrême droite, Paris, Larousse, coll. « À présent », 2007 (ISBN 978-2-03-582622-0).
- Jacques Leclercq, Dictionnaire de la mouvance droitiste et nationale, de 1945 à nos jours, Paris, L'Harmattan, 2008, 695 p. (ISBN 978-2-296-06476-8, lire en ligne)
- Jacques Leclercq, Droites conservatrices, nationales et ultras : Dictionnaire 2005-2010, Paris, L'Harmattan, 2010, 228 p. (ISBN 978-2-296-08264-9)
- Jacques Leclercq, De la droite décomplexée à la droite subversive : Dictionnaire 2010-2012, Paris, L'Harmattan, 2012, 256 p. (ISBN 978-2-296-96809-7)